# جواو ألباسيني
جواو ألباسيني (بالإنجليزية: João Albasini)‏ هو مستكشف جنوب أفريقي، ولد في 1 مايو 1813، وتوفي في 10 يوليو 1888.